# Eyjólfur Valgerðsson
Eyjólfur Valgerðsson (también Einarsson, 920-985) fue un vikingo y goði de los Möðruvellingar en Jormundarsboð, Islandia. Era hijo de Einar Auðunsson, pero Eyjólfur ostentaba el nombre de su madre Valgerður, en lugar del patronímico. Aunque era poco habitual, no era extraño en las sociedades germánicas donde la figura matriarcal dominaba algunas veces el clan familiar, a menudo porque el padre había fallecido antes del nacimiento del infante. El mismo caso aparece en la saga Droplaugarsona. Eyjólfur aparece mencionado en la saga de Finnboga ramma, saga de Valla-Ljóts, saga de Víga-Glúms, Saga de Kristni, saga de Njál, saga de Reykdæla ok Víga-Skútu y Þorvalds þáttr víðförla.

## Herencia
Se casó con Hallbera Þóroddsdóttir (n. 922), hija de Þóroddur Hjálmarsson y nieta de Sæmundur suðureyski. Su descendencia fue muy prolífica y clave en los acontecimientos históricos de la Mancomunidad Islandesa:
- Einar Eyjólfsson
- Ragnheiður Eyjólfsdóttir (n. 945)
- Guðmundur Eyjólfsson (Guðmundur el Poderoso)
- Hallfríður Eyjólfsdóttir (n. 965), esposa de Finnbogi Ásbjörnsson.